# Medea Benjamin
Medea Benjamin nacida Susie Benjamin (Freeport, Nueva York, 10 de septiembre de 1952) es una especialista en salud pública y economía, activista política y escritora estadounidense. Fue cofundadora en 2002 de la organización feminista pacifista Code Pink (Código Rosa) y lideró las protestas contra el gobierno de George W. Bush en Estados Unidos por la guerra de Irak. En 1988 también participó en la fundación Global Exchange, organización internacional en defensa de los derechos humanos, los derechos económicos y sociales y los derechos medioambientales y luchó por la implantación del comercio justo. Estudió salud pública y economía y trabajó en Naciones Unidas y la Organización Mundial de la Salud como economista y nutricionista en América Latina y África.  En el año 2000 fue candidata del Partido Verde en California para el Senado de Estados Unidos, partido al que ha continuado apoyando en sus campañas.
En 2003 fue destacada por Los Ángeles Times como una de las líderes del movimiento pacifista internacional  y en 2005 su nombre fue incluido en la campaña de "1000 mujeres claves en la lucha por la paz" propuestas como candidatas para el Premio Nobel de la Paz.
Ha escrito diversos libros, entre ellos "Las guerras de los drones. Matar por control remoto" (2012) en el que denunció la utilización de asesinatos selectivos con drones.
Es colaboradora habitual de medios de comunicación entre ellos el The Huffington Post CommonDreams, Alternet, The Other Words y TeleSUR.

## Trayectoria
Nació en Freeport, en Long Island. Sus primeros pasos en el activismo los dio luchando contra la guerra de Vietnam a los 16 años. Su nombre de nacimiento es Susie pero decidió tomar el nombre de Medea por la protagonista de la tragedia griega de Eurípides. 
Estudió un Máster en Salud Pública y Economía y trabajó durante diez años como economista y nutricionista en América Latina y África para la FAO, la OMS y la Agencia de Desarrollo Internacional de Suecia desarrollando modelos más sostenibles de desarrollo. También fue analista del Food and Development Policy (Food First) de California trabajando en temas de pobreza y política agrícola en Estados Unidos.

### Global Exchange
En 1988 fundó en San Francisco con Kevin Danaher y Kirsten Moller la organización Global Exchange en defensa de los derechos humanos, los derechos económicos y sociales y los derechos medioambientales. En la década de los noventa, el trabajo de Medea Benjamin y su organización logró mostrar a la opinión pública norteamericana los abusos que practicaban algunas de sus empresas multinacionales, como el gigante de calzado deportivo Nike, sometiendo a los trabajadores de otras latitudes, en su mayoría mujeres, a jornadas laborales interminables, salarios inmorales y maltrato físico en un ambiente insalubre. Su defensa defensa del concepto de “comercio justo” la llevó a formar parte activa de las multitudinarias protestas contra la Conferencia Ministerial de la Organización Mundial del Comercio que se celebró en Seattle en diciembre de 1999 y que supusieron el inicio de lo que conocemos como movimiento altermundista.
Tuvo un papel clave en la campaña que logró 20 millones de dólares de 27 minoristas de ropa por la explotación de mano de obra barata en Saipán y presionó para que Starbucks y otras compañías empezaran a utilizar café de comercio justo.
En el año 2000 fue candidata a Senadora de California por el Partido Verde. Logró 327.000 votos, el 3 %, quedando en tercer puesto. Con posterioridad ha continuado apoyando las campañas del partido.

### Código Rosa

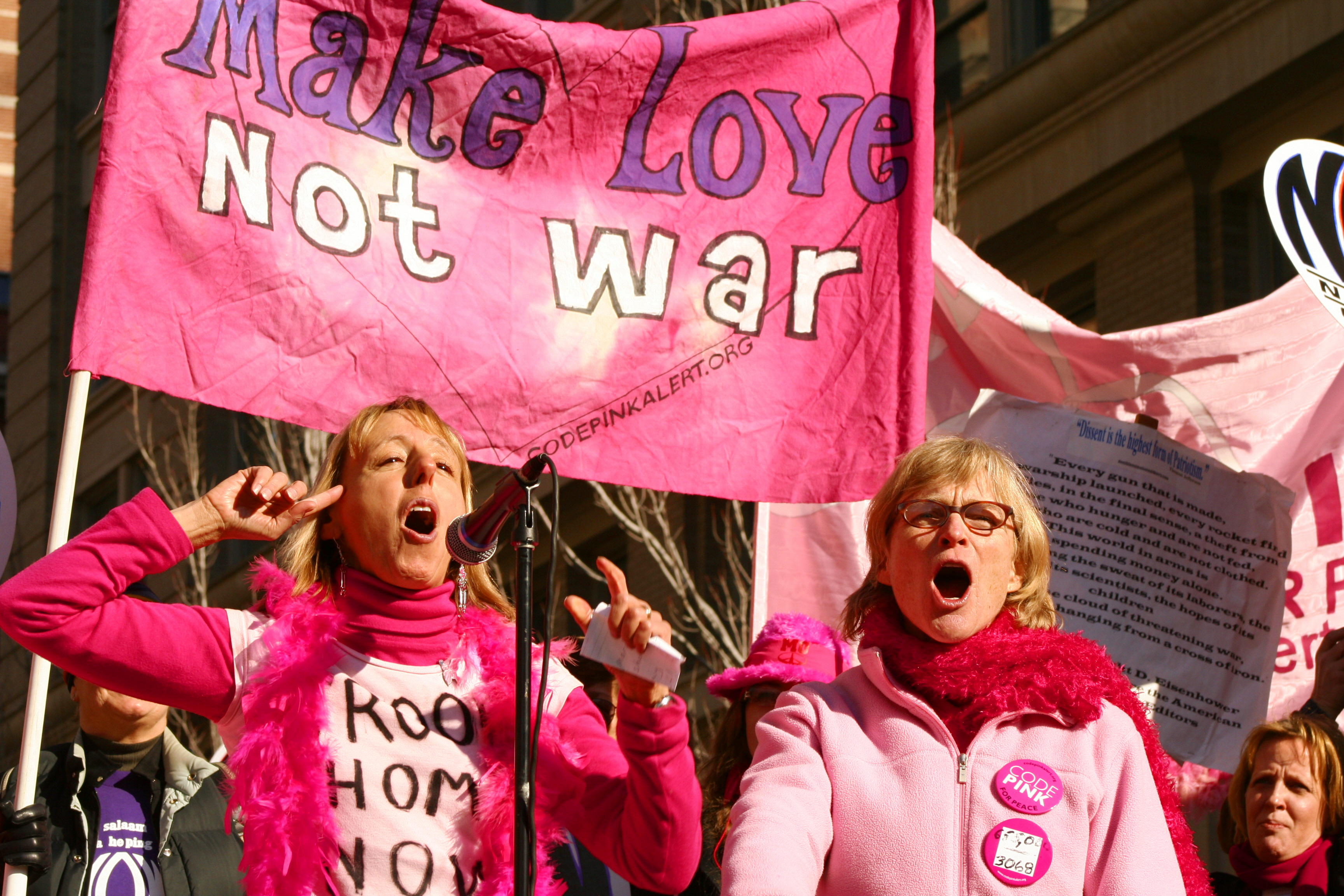
Protesta de Pink Code. Enero de 2007

Desde los atentados del 11 de septiembre del 2001 Medea Benjamin ha estado trabajando para promover una política exterior de EE. UU. que respete los derechos humanos.
En 2002 fue cofundadora del grupo feminista contra la guerra Code Pink: Mujeres por la Paz y miembro de la organización Unidos por la Paz y la Justicia enfrentándose a la administración de George Bush, reivindicando la resolución de conflictos sin la utilización de las armas y denunciando el peso de la industria armamentística en las decisiones políticas del Congreso de Estados Unidos y de la presidencia del país en detrimento de los propios intereses de la ciudadanía estadounidense.
Desde entonces ha organizado numerosas protestas en contra de las intervenciones de Estados Unidos en Irak, Afganistán, Libia y Siria. También ha viajado en numerosas ocasiones a países con los que Estados Unidos mantiene una relación conflictiva como Irak, Irán, Afganistán, Pakistán y Palestina coordinando acciones con grupos internacionales y locales.

### Drones y asesinatos selectivos
Benjamin ha liderado también la denuncia de la utilización de drones para los asesinatos selectivos de personas incluidas en una lista de sospechosos elaborada por los servicios secretos de Estados Unidos con nombres de personas que no han tenido la oportunidad de haber tenido un juicio. Tras varios años de investigación, en 2012 publicó el libro Las guerras de los drones. Matar por control remoto traducido al español en 2014.
En sus intervenciones, Medea Benjamin denuncia que la ciudadanía de Estados Unidos vive en un estado de miedo permanente y condicionada por las corporaciones productoras de armamento.
El libro detalla el programa de drones de EE. UU., las corporaciones implicadas y ofrece información sobre el perfil de los pilotos y desde dónde están manejando los drones. El objetivo, ha declarado en algunas de sus entrevistas, ha sido humanizar a las víctimas y denunciar cómo se aterroriza a las comunidades con la presión permanente de que un dron está vigilándoles y pueden ser las próximas víctimas.
Considera no está en interés de la ciudadanía el desarrollar la guerra sino de las corporaciones productoras de armamento se han adueñado del Congreso de Estados Unidos. Cada uno de los 435 congresistas -dice- tiene alguna fábrica que produce armamento en su distrito y el debate -considera- se acaba convirtiendo en una cuestión de empleo al margen de los derechos humanos. También denuncia la presión del lobby pro-israelí y que estas corporaciones de armamento financian las campañas de los congresistas.
En noviembre de 2012 testificó en el Congreso de EE. UU. sobre el uso de los drones para asesinatos selectivos y la intimidación.
También organizó el primer encuentro internacional sobre drones y la reunión de delegaciones de Pakistán y Yemen con familiares de víctimas y familiares de miembros de prisioneros de Guantánamo.

### Arabia Saudí y Estados Unidos
El foco de sus investigaciones en 2015 - 2016 se centran en Arabia Saudí y sus conexiones con Estados Unidos. La desclasificación de algunos documentos sobre lo que ocurrió en los atentados del 11 de septiembre de 2001 han ayudado a su análisis.
En marzo de 2016 organizó una cumbre internacional sobre Arabia Saudí. En septiembre de 2016 publica el libro "Kingdom of the Unjust. Behind The U.S.-Saudi Connection" analizando los intereses estratégicos entre Estados Unidos y Arabia Saudí.

## Vida personal
Está casada con el también activista Kevin Danaher desde 1985. Tienen dos hijas:  Arlen y Maya.

## Premios y reconocimientos
- 2005 nominada entre las 1000 mujeres de 140 países elegidas candidatas al Premio Nobel de la Paz en reconocimiento al trabajo de las mujeres y las organizaciones de mujeres por la paz en todo el mundo.[17][18]
- 2010 Martin Luther King Jr. Premio de la Paz del Movimiento de Reconciliación.
- 2012 Premio Marjorie Kellogg Nacional Pacificador
- 2012 Premio Thomas Merton Center Paz 2012
- 2012 Paz Fundación Memorial Award «en reconocimiento a su liderazgo creativo en la primera línea del movimiento contra la guerra»
- 2014 Premio Gandhi de la Paz de Promoción de la Paz Duradera «por su defensa inquebrantable por la justicia social de más de 30 años»

## Publicaciones
Español:
- Las guerras de los drones. Matar por control remoto. Aflaguara 2014. Traducción de: Drone Warfare: Killing by Remote Control. Ed Verso Books (2012) ISBN 1781680779

Inglés:
- Bridging the Global Gap: A Handbook to Linking Citizens of the First and Third Worlds (1989). With Andrea Freedman. Global Exchange / Seven Locks Press. ISBN 0-932020-73-9
- No Free Lunch: Food and Revolution in Cuba Today (1989). Con Joseph Collins y Michael Scott. Princeton University Press. ISBN 0-935028-52-8
- Don't Be Afraid, Gringo: A Honduran Woman Speaks From The Heart: The Story of Elvia Alvarado (1989). Harper Perennial. ISBN 0-06-097205-X
- Greening of the Revolution: Cuba's Experiment with Organic Agriculture (1995). Con Peter Rossett. Ocean Press. ISBN 1-875284-80-X
- Cuba: Talking About Revolution: Conversations with Juan Antonio Blanco (1996). Con Juan Antonio Blanco. Inner Ocean Publishing. ISBN 1-875284-97-4
- Benedita Da Silva: An Afro-Brazilian Woman's Story of Politics and Love (1997). Con Benedita da Silva y Maisa Mendonca. Institute for Food and Development Policy. ISBN 0-935028-70-6
- The Peace Corps and More: 175 Ways to Work, Study and Travel at Home & Abroad (1997). Con Miya Rodolfo-Sioson. Global Exchange / Seven Locks Press. ISBN 0-929765-04-4
- I, Senator: How, together, we transformed the state of California and the United States (2000). Green Press.
- The Nuts Baked In: My Life as a Fruitcake (2003). Non Compos Press. ISBN 978-0451163967
- How to Stop the Next War Now: Effective Responses to Violence and Terrorism (2005). As editor, with Jodie Evans. Inner Ocean Publishing. ISBN 1-930722-49-4
- Drone Warfare: Killing by Remote Control (2012). OR Books. ISBN 978-1-935928-81-2
- Kingdom of the Unjust. Behind The U.S.-Saudi Connection OR Books ISBN 978-1-682190-46-3